# Coelogyne chloroptera
Coelogyne chloroptera é uma espécie de orquídea epífita, família Orchidaceae, originária das Filipinas.